# Katrina (roman)
Katrina är den åländska författaren Sally Salminens debutroman, utgiven 1936 av Schildts förlag. Salminen skrev den i USA, där hon arbetade som hembiträde i välbärgade familjer. Romanen blev en stor internationell succé; på bara några år hade den översatts till ett tjugotal språk.

## Handling
Katrina kan karakteriseras som ett åländskt skärgårdsepos. Den unga österbottniska kvinnan Katrina gifter sig med den unge ålänningen Johan, som lovar henne ett gott liv på Åland. När Katrina kommer dit inser hon emellertid att Johan har överdrivit sin samhällsställning, och hon får leva ett liv i fattigdom, ständigt kämpande emot svåra förhållanden och känslolösa människor i maktposition.

## Scen- och filmbearbetningar
1943 filmatiserades romanen i regi av Gustaf Edgren; se Katrina (film).
När Åland firade 75 år som självstyrande territorium 1997 beställdes en musikalversion av romanen. Pjäsens repliker är skrivna av Robert Liewendahl och sångtexterna av Lars Huldén, med musik av Jack Mattsson. Den framfördes på Åland under tre somrar och gästspelade 1999 även i Helsingfors.